# ジャレル・クアンサー
- ジャレル・クオンザー
- ジャレル・クアンザー

ジャレル・アモリン・クアンサー（Jarell Amorin Quansah, 2003年1月29日 - ）は、イングランドのチェシャー州ウォリントン出身のプロサッカー選手。ブンデスリーガのバイエル・レバークーゼン所属。ポジションはディフェンダー。

## 経歴

### 幼少期
ウォリントンで生まれ育ち、5歳の頃からリヴァプールFCの下部組織でプレーしていた。

### リヴァプール
2021年2月4日にリヴァプールとプロ契約を結んだ。
2020-21シーズンはリヴァプールのU-18チームでキャプテンを務め、コナー・ブラッドリーらと共にFAユースカップで準優勝した。
2021-22シーズンはUEFAユースリーグのチームでキャプテンを務めた。また、プレミアリーグ2でもリザーブメンバーとしてシニアカップ優勝に貢献した。このシーズンはプレミアリーグとEFLカップでトップチームに帯同した時期もあったが、試合への出場はなかった。
2022-23シーズン途中の2023年1月20日に、EFLリーグ1のブリストル・ローヴァーズへ期限付き移籍した。同月28日のモアカムFC戦で移籍後初出場し、0-0の引き分けに終わったイプスウィッチ・タウンFC戦では、試合後に監督のジョーイ・バートンからパフォーマンスを称賛された。3月18日のポーツマス戦では暴力行為により退場処分を受けた。
2023-24シーズンよりリヴァプールに復帰し、2023年8月27日のニューカッスル・ユナイテッドFC戦でトップチームでの初出場を果たした。9月16日のウルヴァーハンプトン・ワンダラーズFCで初先発出場し、27日にはEFLカップのレスター・シティFC戦で初のアシストを記録した。12月14日、UEFAヨーロッパリーグのロイヤル・ユニオン・サン＝ジロワーズ戦でプロ初得点を記録した。

### バイエル・レバークーゼン
2025年7月2日にブンデスリーガのバイエル・レバークーゼンへ完全移籍した。移籍金は3,000万ポンドで、最大500万ポンドのアドオンと、リヴァプールによる買い戻しオプションが含まれる。

## 代表歴
祖父母の家系から、イングランド、スコットランド、ガーナ、バルバドスの代表資格を有する。
2022年6月にUEFA U-19欧州選手権のイングランド代表に選出された。同大会ではセンターバックとして重要な役割を担い、イタリアとの準決勝で決勝点を記録。イスラエルとの決勝ではカラム・ドイルへアシストを記録して勝利に貢献し、チームは優勝した。
2023年5月10日に、FIFA U-20ワールドカップのイングランド代表に選出された。10月12日にはU-21イングランド代表に選出された。
2024年5月21日、EURO2024に参加するイングランド代表候補チームの暫定メンバーに選出された。しかし、6月6日に発表された26人の正式メンバーからは落選した。

## プレースタイル
右利きのディフェンダーで、ユース時代からセンターバックやライトバックを務めてきた。
空中戦で当たり負けしない強靭な身体と優れた判断力を持つ。

## 個人成績
| 国内大会個人成績 | 国内大会個人成績 | 国内大会個人成績 | 国内大会個人成績 | 国内大会個人成績 | 国内大会個人成績 | 国内大会個人成績 | 国内大会個人成績 | 国内大会個人成績 | 国内大会個人成績 | 国内大会個人成績 | 国内大会個人成績 |
| 年度             | クラブ           | 背番号           | リーグ           | リーグ戦         | リーグ戦         | リーグ杯         | リーグ杯         | オープン杯       | オープン杯       | 期間通算         | 期間通算         |
| 年度             | クラブ           | 背番号           | リーグ           | 出場             | 得点             | 出場             | 得点             | 出場             | 得点             | 出場             | 得点             |
| イングランド     | イングランド     | イングランド     | イングランド     | リーグ戦         | リーグ戦         | FLカップ         | FLカップ         | FAカップ         | FAカップ         | 期間通算         | 期間通算         |
| ---------------- | ---------------- | ---------------- | ---------------- | ---------------- | ---------------- | ---------------- | ---------------- | ---------------- | ---------------- | ---------------- | ---------------- |
| 2022-23          | ブリストル       | 5                | リーグ1          | 16               | 0                | -                | -                | -                | -                | 16               | 0                |
| 2023-24          | リヴァプール     | 78               | プレミアリーグ   | 17               | 2                | 5                | 0                | 4                | 0                | 26               | 2                |
| 2024-25          | リヴァプール     | 78               | プレミアリーグ   | 13               | 0                | 6                | 0                | 2                | 0                | 21               | 0                |
| 通算             | イングランド     | イングランド     | リーグ1          | 16               | 0                | 0                | 0                | 0                | 0                | 16               | 0                |
| 通算             | イングランド     | イングランド     | プレミアリーグ   | 30               | 2                | 11               | 0                | 6                | 0                | 47               | 2                |
| 総通算           | 総通算           | 総通算           | 総通算           | 46               | 2                | 11               | 0                | 6                | 0                | 63               | 2                |

## タイトル

### クラブ
リヴァプール
- プレミアリーグ：2024-25[24]
- EFLカップ：2023-24[25]

### 代表
U-19イングランド代表
- UEFA U-19欧州選手権：2022[26]

U-21イングランド代表
- UEFA U-21欧州選手権：2025